# قوزلو (غرمي)
قوزتو (بالفارسية: قوزلو) هي قرية في قسم اني الريفي في الناحية المركزية لمقاطعة غرمي التابعة لمحافظة أردبيل في إيران. في تعداد عام 2006، كان عدد سكانها 222 نسمة في 47 عائلة. يسكن قوزلو شعب مسلم يتكلم اللغة الأذرية.

## اشتقاق الاسم
اسم Quzlu (Oghuzlu/Ghozlu/Qozlu) يأتي من الأتراك الأوغوز. وهناك نظرية حول أصل هذا الاسم لأن المكان فيه الكثير من أشجار الجوز، والجوز في اللغة الأذربيجانية واللغة الفارسية يسمى القوز و الجوز، ومن هنا جاءت تسمية المنطقة.

## السكان
عدد سكان قوزلو في الأعوام 1987 و 1992 و 1997 على التوالي كان 403 و 375 و 295 نسمة. وفي عام 2007، بلغ عدد السكان 222 نسمة.

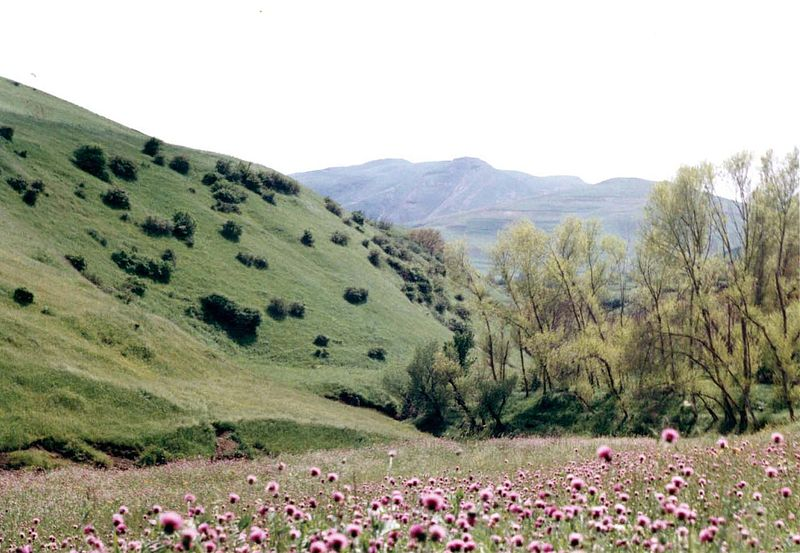